# Alberto Ricardo Lorenzelli Rossi
Alberto Ricardo Lorenzelli Rossi SDB (Isidro Casanova, Argentina, 2 de setembro de 1953) é um clérigo religioso argentino e bispo auxiliar católico romano em Santiago do Chile.
Alberto Ricardo Lorenzelli Rossi ingressou nos Salesianos de Dom Bosco em 8 de setembro de 1972 e fez a profissão perpétua em 15 de setembro de 1977. O bispo da Cúria, Rosalio José Castillo Lara, SDB, administrou-lhe o sacramento da ordenação em 24 de janeiro de 1981, em Sampierdarena.
Em 22 de maio de 2019, o Papa Francisco o nomeou bispo titular de Sesta e bispo auxiliar em Santiago do Chile. O Papa ordenou-o pessoalmente bispo em 22 de junho do mesmo ano. Os co-consagradores foram o Cardeal Curial Tarcisio Bertone SDB e o Bispo Emérito de Copiapó, Celestino Aós Braco OFMCap.